# Перудо

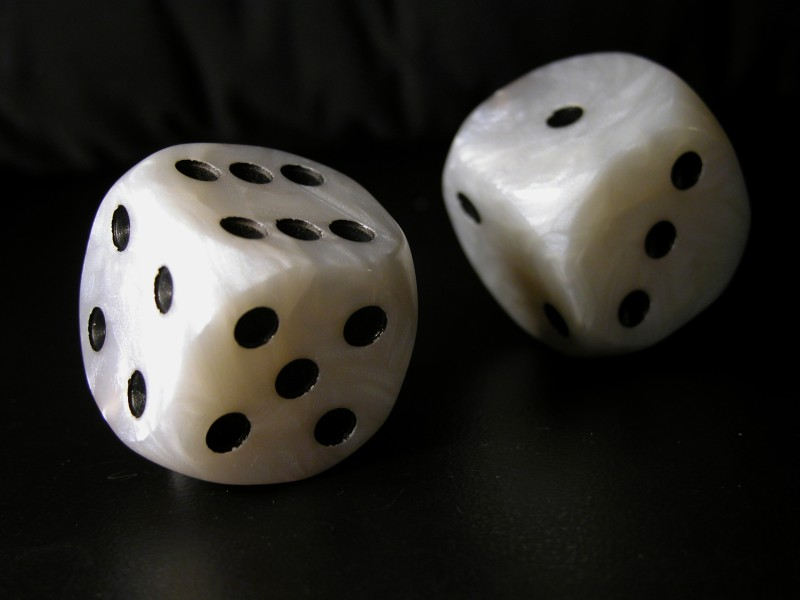
Игральные кости для игры в перудо

Перу́до — игра в кости, также известная как качо, качито и дудо. Игра родилась в Перу и далее распространилась в Чили, Боливии и в других странах Латинской Америки. Игра считается классической «пиратской игрой» и получила второе рождение после выхода на экраны фильма «Пираты карибского моря».

## Правила игры
В игре могут принимать участие от 2 до 10 игроков, иногда и больше, но оптимальное число участников — от 3 до 5. Каждый участник получает по 5 игральных кубиков или костей. Цель игры — сохранить свои кости.

### Сбрасывание
Все игроки бросают кости, подглядывая свою комбинацию, но не показывая результат другим участникам. Первым делает ход игрок, победивший в жеребьёвке. Он называет число и номинал костей, которые, по его мнению, находятся на игровом столе — у всех игроков вместе взятых. Все выпавшие «единицы» считаются джокерами и могут быть при подсчете признаны костью любого номинала. 
Второй игрок может либо согласиться со ставкой предыдущего игрока, сделав собственную ставку, либо сказать «не верю» и
«проверяем».
Например, говорит «Пять шестёрок». Тем самым игрок делает ставку на то, что на столе есть как минимум пять шестёрок.

#### Если игрок согласен
Если игрок согласен со ставкой предыдущего игрока, он должен сделать собственную ставку. При этом должны быть соблюдены определённые условия:
- Количество костей в ставке можно только повышать.
- Исключение — игрок вправе уменьшить количество костей в ставке в два раза (при нечётном числе округление в большую сторону), если он называет номинал «единицы»

Например, после ставки «пять пятёрок» или после ставки «шесть шестёрок» можно сказать «три единицы».
- Если количество костей в ставке остаётся прежним, номинал должен быть увеличен.

Например, можно сказать «три шестёрки» после ставки «три пятёрки», однако нельзя сказать «пять пятёрок» после ставки «пять шестёрок».
- Если количество костей в ставке увеличивается, то номинал костей может быть назван любой
- Если номинал предыдущей ставки был «единицы», игрок вправе изменить ставку только увеличив количество костей в «единицах» или сделав ход в другом номинале, но с количеством костей на одну больше, чем двойное число ставки в единицах предыдущего игрока.

Например, после ставки «две единицы» необходимо сказать «пять двоек» или «три единицы».

#### Если игрок не верит
Все кости на столе открываются и производится подсчёт.
- Если костей названного проверяемым игроком номинала на столе оказывается меньше того количества, которое фигурировало в ставке, игрок, делавший данную ставку считается проигравшим и выкладывает одну из своих костей на центр стола.

Например, один из игроков сделал ставку «5 троек». Игрок, следующий за ним, сказал «не верю». Все игроки подняли колпаки и пересчитали кости с номиналом «тройка» и с номиналом «единица» (они являются джокерами), и оказалось, что на столе 4 «тройки». В этом случае проигравшим считается блефовавший игрок.
- Если костей названного номинала больше или равно количеству костей в ставке, проигравшим считается игрок, сказавший «не верю». Он должен отдать одну из своих костей на центр стола.

Например, один из игроков сделал ставку «10 двоек». Игрок, следующий за ним, сказал «не верю». Все игроки подняли колпаки и пересчитали кости с номиналом «двойка» и с номиналом «единица» (они являются джокерами), и оказалось, что на столе 10+ «двоек». В этом случае проигравшим считается игрок, который «не поверил».
- После того, как кто-то из игроков проиграл кость, игроки вновь бросают кости и первым ходит проигравший игрок.

### Специальный раунд Мапуто
Если у одного из игроков осталась последняя кость, он вправе объявить специальный раунд «Мапуто»:
- «Единицы» не являются джокерами.
- Нельзя менять номинал костей в последующих ставках.

Например, после ставки «одна шестерка» в раунде Мапуто, следующий игрок может сказать лишь «две (или больше) шестерок» — или не поверить ставке предыдущего игрока.